# Washoe County
Washoe County je okres na severozápadě státu Nevada ve Spojených státech amerických. Žije zde přibližně 486 tisíc obyvatel a je tak druhým nejlidnatějším okresem Nevady. Správním sídlem okresu je město Reno, přičemž v okrese se nachází ještě město Sparks. Celková rozloha okresu činí 16 944 km². Založen byl roku 1861 a pojmenován byl podle indiánského kmene Wašoů, který v oblasti žije.
Okres hraničí na západě se státem Kalifornie a na severu se státem Oregon.